# Diócesis de Dromore
La diócesis de Dromore (en latín: Dioecesis Dromorensis, en inglés: Roman Catholic Diocese of Dromore y en irlandés: Deoise an Droma Mhóir) es una circunscripción eclesiástica de la Iglesia católica en Irlanda del Norte en el Reino Unido. Se trata de una diócesis latina, sufragánea de la arquidiócesis de Armagh. Desde el 26 de marzo de 2018 es sede vacante y su administrador apostólico es el arzobispo Eamón Martín.

## Territorio y organización

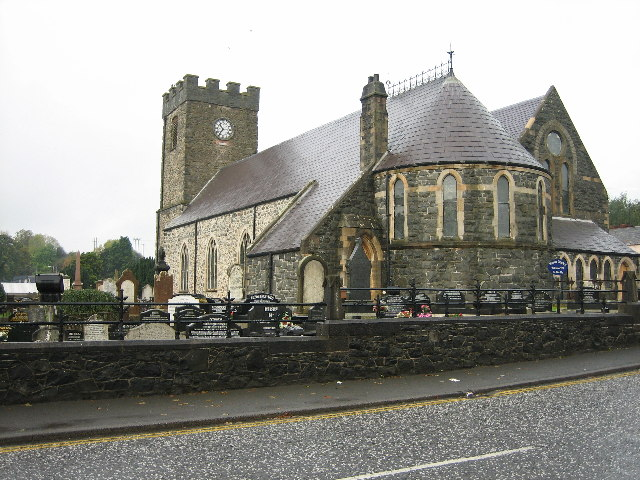
Catedral de Cristo Redentor, en Dromore, reconstruida en el sobre las ruinas de la catedral medieval católica destruida en 1641, y hoy una catedral de la Iglesia de Irlanda

La diócesis tiene 1000 km² y extiende su jurisdicción sobre los fieles católicos de rito latino residentes en parte de Irlanda del Norte, comprendiendo la mayor parte del condado de Down y porciones menores de los condados de Antrim y de Armagh.
La sede de la diócesis se encuentra en la ciudad de Newry, en donde se halla la Catedral de San Patricio y San Colmán. En Dromore se encuentra la antigua Catedral de San Colman, destruida en 1641, y reconstruida por la Iglesia de Irlanda en el siglo XVII, dedicada a Cristo Redentor.
En 2023 en la diócesis existían 22 parroquias.

## Historia
La sede de Dromore tiene su origen en la Iglesia monástica irlandesa que en los siglos V y VI se dotó de una estructura que no se basaba en diócesis territoriales, sino en una red de monasterios. El monasterio de Dromore fue fundado entre 497 y 513 como parte de la misión de san Patricio. Se cree que el abad san Colman fue el fundador del monasterio.
Durante el resto del primer milenio fueron los abades quienes ejercieron la jurisdicción episcopal; de este período, es decir, antes de la invasión anglo-normanda de 1177, solo se conocen dos abades-obispos, Maelbrigid MacCathasaige y Rigan.
Con la reorganización de la Iglesia irlandesa en el siglo XII, la diócesis de Dromore se estableció como sufragánea de la arquidiócesis de Armagh. Sin embargo, su nombre no aparece en los sínodos de Ráth Breasail (1111) y de Kells (1152), ni en la Chronica magistri Rogeri de Houedene (1172) ni en el Liber Censuum (atribuible al período 1164/1167). La diócesis entonces correspondía al territorio del clan Magennis de Iveagh y probablemente el poder político de esta familia dio apoyo a la diócesis. Al mismo tiempo, el monasterio de Dromore cayó en decadencia, mientras que en 1144 se construyó un nuevo monasterio cisterciense en Newry.
La diócesis de Dromore debió establecerse mediante la reorganización de la Iglesia irlandesa de finales del siglo  XII, posiblemente en el sínodo celebrado en Dublín en 1192 por el legado papal, Múirges Ua hÉnna, arzobispo de Cashel. La diócesis coincidía con el territorio de Uí Echach Cobo, que posteriormente se convertiría en las baronías de Upper y Lower Iveagh, y el señorío de Newry, condado de Down.
El primer obispo atribuible a esta sede es Ua Ruanada (O'Rooney), que aparece en un documento fechable hacia 1190 como episcopus Uvehe, identificado con Iveagh.
La diócesis era una de las más pobres de Irlanda, y esta situación fue el origen de dos abusos. De hecho, en varias ocasiones se les dio permiso a los obispos para agregar otro beneficio a su mensa episcopal. Y muchos obispos, especialmente en los siglos XV y XVI, prefirieron vivir en Inglaterra, sin importarles su propia diócesis, y manteniéndose como obispos sufragáneos (auxiliares) en las diócesis inglesas. Con motivo del nombramiento de Arthur Magennis (1540), el arzobispo de Armagh se quejó a Roma de que la sede de Dromore había estado durante mucho tiempo «vacía y desolada» porque nadie quería vivir allí o porque nadie había sido nombrado allí.
Por otra parte, el desorden era tal que ni siquiera la Santa Sede era plenamente consciente de la situación real de la diócesis. Y así, no pocas veces en Roma los obispos fueron nombrados incluso antes de la muerte de su predecesor, o el candidato al episcopado indicó a una persona diferente como su predecesor: entre 1431 y 1433 cuatro personajes se encontraron simultáneamente obispos de Dromore. La reconstrucción del episcopologio se presenta en algunos casos como un verdadero rompecabezas.
Después de la Reforma protestante, a partir de 1530, el catolicismo irlandés experimentó un período de represión: en 1536 los monasterios fueron suprimidos y los bienes de la Iglesia confiscados por el Estado, que estableció una Iglesia separada, bajo el control de los soberanos. En la diócesis de Dromore había altares rurales, llamados Mass rocks, donde se celebraban misas clandestinas; o, como se puede ver en un informe a la Cámara de los Lores de 1731, también hubo algunas casas de misa, casas particulares donde se celebraban los ritos católicos. De esta manera la Iglesia católica pudo sobrevivir, aunque fue privada de sus estructuras tradicionales como las parroquias.
El obispo Arthur Magennis juró lealtad al rey Eduardo VI de Inglaterra el 10 de mayo de 1550, convirtiéndose en cismático. Tras la muerte del rey Eduardo VI el 6 de julio de 1553 ascendió al trono la católica María I Tudor, quien por ley del Parlamento del 12 de noviembre de 1554 derogó el Acta de Supremacía y luego se abolió toda la legislación religiosa aprobada contra el papado a partir de 1529. El obispo Arthur Magennis retornó al catolicismo y retuvo la diócesis, incluso después de que el 17 de noviembre de 1558 falleciera la reina María y fuera sucedida por Isabel I, quien con otra Acta de Supremacía del 8 de mayo de 1559 restauró la independencia de la Iglesia anglicana y rompió definitivamente con la Santa Sede. Magennis se mantuvo en el cargo hasta su muerte en 1575. El 24 de enero de 1607 fue nombrado un obispo para la diócesis anglicana de Dromore continuando la sucesión paralela a la católica. En 1842 su fusionó con la diócesis de Down y Connor para formar la diócesis de Down, Connor y Dromore. Esta estructura se mantuvo hasta 1945, cuando las diócesis se dividieron en las actuales diócesis de Down y Dromore y de Connor de la Iglesia de Irlanda.
La catedral de Dromore, dedicada a San Colman, fue confiscada por los anglicanos que la dedicaron a Cristo Redentor; fue destruida durante la revuelta irlandesa de 1641, solo para ser reconstruida en su forma actual.
La represión del catolicismo fue decayendo con los años, hasta que se restableció una jurisdicción episcopal estable a mediados del siglo XVIII. Mientras tanto, una inmigración de ingleses y escoceses aumentó el número de protestantes, que ahora forman la mayoría en las partes norte y central de la diócesis, mientras que la parte sur es mayoritariamente católica. También en este período Newry se convirtió en el nuevo obispado, conservando sin embargo el título de Dromore. En cualquier caso, Anthony O'Garvey, obispo de 1747 a 1766, vivió prudentemente en Aughnagon, cerca de Mayobridge, mientras que su sucesor Matthew Lennon, obispo de 1780 a 1801, se instaló en Newry y construyó allí la Iglesia de Santa María, que sirvió como catedral diocesana durante unos cuarenta años.
La catedral actual se construyó en cambio a partir de 1823 y se inauguró en mayo de 1829, año de la emancipación de los católicos, que marcó la resurrección del culto católico en la diócesis: entre 1830 y 1860 se construyeron treinta y cinco iglesias, treinta y ocho colegios y dieciséis casas parroquiales. En 1823 también se erigió el seminario diocesano en Newry.
La gran hambruna irlandesa fue la causa de la emigración que continuó en el tiempo y despobló la diócesis: los 80 000 católicos de 1845 se redujeron a unos 60 000 en 1860 y 45 000 en 1910.
En el siglo XX la diócesis adquirió sus estructuras fundamentales: el cabildo catedralicio fue restablecido el 25 de abril de 1918 mediante el decreto Postulante Dromorensi de la Congregación Consistorial, en 1919 la iglesia de los Santos Patricio y Colman obtuvo el reconocimiento oficial como catedral y en 1932 se construyó la sede del obispado.
El 1 de marzo de 2018 John McAreavey dimitió como obispo de Dromore con efecto inmediato en medio de la controversia sobre su conocimiento y comportamiento hacia el sacerdote Malachy Finegan, contra el que se habían presentado graves acusaciones penales sobre pedofilia. Desde entonces la diócesis no ha tenido un obispo ordinario propio.

## Estadísticas
Según el Anuario Pontificio 2024 la diócesis tenía a fines de 2023 un total de 93 000 fieles bautizados.
| Año                                                                             | Población            | Población | Población      | Sacerdotes | Sacerdotes    | Sacerdotes    | Bautizados por sacerdote | Diáconos permanentes | Religiosos | Religiosos | Parroquias |
| Año                                                                             | Bautizados católicos | Total     | % de católicos | Total      | Clero secular | Clero regular | Bautizados por sacerdote | Diáconos permanentes | Varones    | Mujeres    | Parroquias |
| ------------------------------------------------------------------------------- | -------------------- | --------- | -------------- | ---------- | ------------- | ------------- | ------------------------ | -------------------- | ---------- | ---------- | ---------- |
| 1950                                                                            | 41 807               | 100 000   | 41.8           | 78         | 72            | 6             | 535                      |                      | 34         | 211        | 19         |
| 1969                                                                            | 51 828               | 117 000   | 44.3           | 81         | 66            | 15            | 639                      |                      | 50         | 244        | 19         |
| 1980                                                                            | 63 000               | 126 000   | 50.0           | 82         | 64            | 18            | 768                      |                      | 42         | 175        | 20         |
| 1990                                                                            | 70 100               | 141 000   | 49.7           | 86         | 64            | 22            | 815                      |                      | 45         | 180        | 22         |
| 1999                                                                            | 65 120               | 190 000   | 34.3           | 87         | 64            | 23            | 748                      |                      | 32         | 158        | 23         |
| 2000                                                                            | 65 120               | 190 000   | 34.3           | 85         | 62            | 23            | 766                      |                      | 32         | 158        | 23         |
| 2001                                                                            | 65 120               | 190 000   | 34.3           | 79         | 60            | 19            | 824                      |                      | 29         | 145        | 23         |
| 2002                                                                            | 65 200               | 190 000   | 34.3           | 79         | 60            | 19            | 825                      |                      | 33         | 148        | 23         |
| 2003                                                                            | 65 200               | 190 000   | 34.3           | 77         | 59            | 18            | 846                      |                      | 32         | 154        | 23         |
| 2004                                                                            | 65 200               | 190 000   | 34.3           | 63         | 63            |               | 1034                     |                      | 14         | 151        | 23         |
| 2006                                                                            | 86 000               | 192 100   | 44.8           | 57         | 57            |               | 1508                     |                      | 13         | 145        | 23         |
| 2013                                                                            | 88 000               | 194 000   | 45.4           | 47         | 47            |               | 1872                     |                      | 4          | 113        | 23         |
| 2016                                                                            | 88 500               | 194 900   | 45.4           | 45         | 45            |               | 1966                     | 3                    | 4          | 102        | 23         |
| 2019                                                                            | 89 780               | 197 780   | 45.4           | 41         | 41            |               | 2189                     | 5                    | 4          | 87         | 23         |
| 2021                                                                            | 91 000               | 200 500   | 45.4           | 40         | 40            |               | 2275                     | 5                    | 4          | 83         | 23         |
| 2023                                                                            | 93 000               | 204 000   | 45.6           | 45         | 35            | 10            | 2066                     | 4                    | 16         | 76         | 22         |
| Fuente: Catholic-Hierarchy, que a su vez toma los datos del Anuario Pontificio. |                      |           |                |            |               |               |                          |                      |            |            |            |

## Episcopologio
- San Colman † (circa 510)

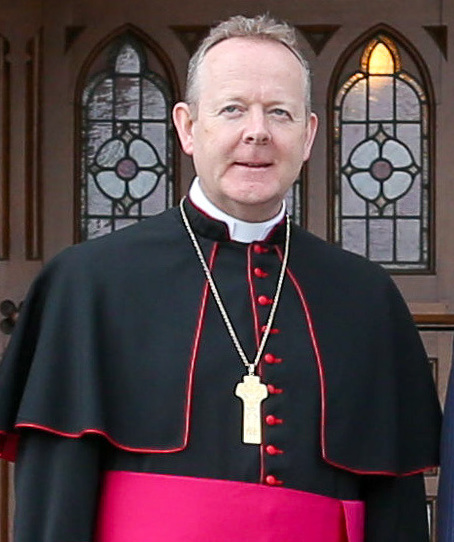
Arzobispo Eamon Martin, administrador apostólico de Dromore desde 2019

- Maelbrigid MacCathasaige † (mencionado en 972)
- Rigan † (?-10 de julio de 1101 falleció)
- Ua Ruanada (O'Rooney) † (mencionado en 1190 circa)
- Gerard, O.Cist. † (25 de abril de 1227-1244 o 1245)
- Andrew † (1244 o 1245-?)
- Anonimo † (mencionado en 1261)
- Tigernach I † (mencionado en 1287)
- Gervasius † (1290-?)
- Tigernach II † (?-1309 falleció)
- Florence MacDongan † (1309-después de 1325)
- Milo † (mencionado en 1366)
- Christopher † (mencionado en 1369)
- Cornelius † (?-circa 1381 falleció)
- John O'Lannio, O.F.M. † (mencionado en 1382)
- Thomas Orwell, O.F.M. † (antes de noviembre de 1398-?)[nota 2]
- John Wultham, O.E.S.A. † (1399-9 de octubre de 1402 nombrado obispo de Ossory)
- Roger Appleby † (9 de octubre de 1402-circa 1406 nombrado obispo de Waterford y Lismore)
- Richard Messing, O.Carm. † (circa 1406-30 de mayo de 1410 nombrado obispo de Sodor o de las Islas)
- John de Chourles, O.S.B. † (18 de julio de 1410-? renunció)
- Nicholas Warter, O.F.M. † (17 de marzo de 1419-circa 1424 renunció)
- Mark † (circa 1424-? falleció)
- Thomas Radcliffe, O.E.S.A. † (31 de enero de 1429-?)
- William ? † (circa 1430)
- David Cherbourg, O.Carm.  † (22 de junio de 1431-? renunció)
- John † (circa 1449)
- Thomas Scope (o Bradley), O.Carm. † (12 de enero de 1450-?)
- Donagh O'Hendua † (circa 1456)
- Richard Messin, O.Carm. † (29 de julio de 1457-? falleció)
- William Egremond, O.E.S.A. † (15 de junio de 1463-?)
- Dennis † (?-1475 falleció)[nota 3]
- Robert Herlie, O.Cist. † (28 de agosto de 1476-? falleció)
- Yves Guillen Brito † (14 de abril de 1480-? falleció)
- George Brann † (18 de abril de 1483-16 de abril de 1499 nombrado obispo de Elphin)
- William †
- Galeatius † (?-1504 falleció)
- John Baptist, O.F.M. † (12 de junio de 1504-?)
- Thady O'Reilly (Orelle), O.F.M. † (30 de abril de 1511-1526 falleció)
  - Sede vacante (1526-1536)
- Quintin Cogley, O.P. † (29 de mayo de 1536-antes de 1539 falleció)
- Roger MacCiadh (o MacHugh) † (mencionado en 1539)
- Arthur Magennis † (16 de abril de 1540-10 de mayo de 1550 juró lealtad al rey protestante Eduardo VI de Inglaterra)
  - Arthur Magennis † (10 de mayo de 1550-12 de noviembre de 1554 derogación del Acta de Supremacía y retorno al catolicismo) (obispo cismático anglicano)
- Arthur Magennis † (12 de noviembre de 1554-8 de mayo de 1559 nueva Acta de Supremacía anglicana, falleció circa 1575.)
- Patrick Macival † (26 de enero de 1576-? falleció)
  - Sede vacante (?-1647)[nota 4]
- Oliver Darcy, O.P. † (11 de marzo de 1647-1662 falleció)
  - Sede vacante (1662-1697)[nota 5]
- Patrick O'Donnelly † (22 de junio de 1697-1716 falleció)
  - Sede vacante (1716-1747)[nota 6]
- Anthony O'Garvey † (1 de septiembre de 1747-1767 falleció)
- Dionysius Maguire, O.F.M.Obs. † (10 de febrero de 1767-7 de abril de 1770 nombrado obispo de Kilmore)
- Patrick Brady, O.F.M.Rec. † (10 de abril de 1770-1780 falleció)
- Matthew Lennan † (20 de diciembre de 1780-22 de enero de 1801 falleció)
- Edmond Derry † (7 de agosto de 1801-29 de octubre de 1819 falleció)
- Hugh O'Kelly † (1 de febrero de 1820-14 de agosto de 1825 falleció)
- Thomas Kelly † (16 de junio de 1826-23 de diciembre de 1828 nombrado arzobispo coadjutor de Armagh)[nota 7]
  - Sede vacante (1828-1833)
- Michael Blake † (22 de enero de 1833-27 de febrero de 1860 renunció)
- John Pius Leahy, O.P. † (27 de febrero de 1860 por sucesión-6 de septiembre de 1890 falleció)
- Thomas McGivern † (6 de septiembre de 1890 por sucesión-24 de noviembre de 1900 falleció)
- Henry O'Neill † (20 de mayo de 1901-9 de octubre de 1915 falleció)
- Edward Mulhern † (31 de enero de 1916-12 de agosto de 1943 falleció)
- Eugene O'Doherty † (11 de marzo de 1944-20 de noviembre de 1975 retirado)
- Francis Gerard Brooks † (20 de noviembre de 1975-4 de junio de 1999 retirado)
- John McAreavey (4 de junio de 1999-26 de marzo de 2018 renunció)
  - Sede vacante (desde 2018)
  - Philip Boyce, O.C.D.[nota 8] (26 de marzo de 2018-15 de abril de 2019) (administrador apostólico)
  - Eamon Martin,[nota 9] desde el 15 de abril de 2019 (administrador apostólico)